# Zigismunds Sirmais
Zigismunds Sirmais (* 6. Mai 1992 in Riga, Lettische SSR, Sowjetunion) ist ein lettischer Speerwerfer.

## Sportliche Laufbahn
Erste internationale Erfahrungen sammelte Simais bei den Juniorenweltmeisterschaften 2010 im kanadischen Moncton, wo er mit einer Weite von 73,38 m den siebten Platz im Speerwurf belegte. Im folgenden Jahr verbesserte er beim europäischen Winterwurfcup in Sofia den Juniorenweltrekord des Norwegers Andreas Thorkildsen um 60 cm auf 84,27 m. Eine weitere Steigerung auf 84,69 m gelang ihm rund drei Monate später bei einem Wettkampf in Bauska. Des Weiteren siegte er bei den Junioreneuropameisterschaften in Tallinn mit einer Weite von 81,53 m. Außerdem nahm er an den Weltmeisterschaften in Daegu teil, schied dort jedoch bereits in der Qualifikation aus. Auch bei den Europameisterschaften 2012 in Helsinki sowie bei den Olympischen Spielen in London erreichte er das Finale nicht.
2013 gewann Sirmais bei den U23-Europameisterschaften in Tampere mit einer Weite von 82,77 m die Goldmedaille. Die Teilnahme an den Weltmeisterschaften in Moskau musste er allerdings verletzungsbedingt absagen.
2014 siegte Sirmais beim europäischen Winterwurfcup in Leira mit einer Weite von 81,60 m. Beim Ostrava Golden Spike steigerte er seine persönliche Bestleistung auf 86,61 m. Bei den lettischen Meisterschaften belegte er allerdings nur den fünften Rang und verpasste so überraschend die Teilnahme an den Europameisterschaften in Zürich. In der Saison 2015 gelang ihm kein Wurf auf über 80 m. Bei der Sommer-Universiade in Gwangju reichte ihm eine Weite von 79,37 m zum Gewinn der Bronzemedaille. 
Seinen bis dahin größten internationalen Erfolg feierte Sirmais mit dem überraschenden Titelgewinn bei den Europameisterschaften 2016 in Amsterdam. Dabei steigerte er seine persönliche Bestleistung auf 86,66 m und ließ zuvor höher eingeschätzte Athleten wie den Weltjahresbesten Thomas Röhler aus Deutschland und den Titelverteidiger Antti Ruuskanen aus Finnland hinter sich. Bei den Olympischen Spielen in Rio de Janeiro konnte er diese Leistung nicht bestätigen und verpasste den Finaleinzug.

## Persönliches
Sirmais ist mit der lettischen Speerwerferin Līna Mūze-Sirmā verheiratet.